# Lovik-Storflon
Lovik-Storflon este o arie protejată (arie specială de conservare — SAC, sit de importanță comunitară — SCI) din Suedia întinsă pe o suprafață de 397,7 ha, integral pe uscat.

## Localizare
Centrul sitului Lovik-Storflon este situat la coordonatele 62°46′58″N 16°29′50″E / 62.7829°N 16.4971°E.

## Înființare
Situl Lovik-Storflon a fost declarat sit de importanță comunitară în decembrie 1995 pentru a proteja un număr necunoscut de specii din flora spontană și fauna sălbatică aflate în arealul zonei. Situl a fost protejat și ca arie specială de conservare în martie 2011.

## Biodiversitate
Situată în ecoregiunea boreală, aria protejată conține 5 habitate naturale: Lacuri și iazuri distrofice naturale, Mlaștini împădurite, Taiga vestică, Turbării Aapa, Mlaștini turboase de tranziție și turbării mișcătoare.
La baza desemnării sitului se află un număr nedeclarat de specii protejate.